# Farmaceutická technologie
Farmaceutická technologie (také galenická farmacie) je obor farmacie, jež se zabývá zejména výrobou léků (přeměnou léčiv a farmaceutických pomocných látek v léčivý přípravek), dále například složením a jištěním jakosti léků – individuálně připravovaných nebo hromadně vyráběných – a podmínkami jejich výroby.
Vývoj oboru započal již ve starověku a je spojen se jménem starořeckého lékaře Galéna. O zařazení galeniky mezi farmaceutické disciplíny v moderním Československu se zasloužil Miloš Melichar – pod jeho vedením vznikla v roce 1952 v Brně také první katedra galenické farmacie (posléze převedena pod bratislavskou farmaceutickou fakultu). Dalším českým pracovištěm se stala v roce 1969 katedra farmaceutické technologie na Farmaceutické fakultě UK v Hradci Králové. Některá významná pracoviště se nacházela rovněž na Slovensku, kde působilo několik významných československých galenických farmaceutů.